# Óscar Soliz
Óscar Soliz Villca (Villazón, Departamento de Potosí, 9 de enero de 1985) es un ciclista boliviano. Actualmente corre para el equipo colombiano de categoría Continental el Movistar Team (Colombia).

## Biografía
A los 14 años comenzó a competir en juegos estudiantiles en representación de su colegio. A los 15 años logró una medalla de oro representando a Potosí en los Juegos Nacionales Estudiantiles que tuvieron lugar en La Paz en 2001.
Continuó repartiendo su tiempo entre el ciclismo y los estadios, y en medio, alguna competencia intercolegial o nacional, hasta que dio el salto a la élite a los 18 años, cuando participó en la Vuelta a Potosí y la Doble Copabanana, con el equipo Pollitico Rico, de Cochabamba. En esta competencia, quedó como tercer mejor boliviano.
En 2005, durante los Trasalpinos de Perú, consiguió dos medallas de oro y una de plata. Contaba con 20 años y ya era un ciclista destacado dentro del ciclismo boliviano y confirmó sus cualidades como escalador ubicándose como el mejor boliviano en la Doble Copacabana de ese año y segundo en el premio de la montaña.

## Sus triunfos
Para 2007 el equipo EBSA de Colombia lo sumó a sus filas con lo cual aumentaron sus desafíos y sus metas. Ese año venció en la Doble Copacabana, cuando se disputó con ese nombre por última vez antes de denominarse Vuelta a Bolivia, cortando la racha de triunfos colombianos desde la primera edición de la prueba.
La Doble Sucre Potosí (2007 y 2010), la Vuelta a Cochabamba  (2007 y 2010), medalla de oro en la prueba contrarreloj de los Juegos Bolivarianos (2009), campeón nacional de ruta (2010) y campeón nacional contrarreloj (2008, 2010 y 2011), son algunos de sus triunfos más destacados.
En la Vuelta a Bolivia, fue segundo en las 2 primeras ediciones (2008 y 2009) detrás de los colombianos Fernando Camargo y Gregorio Ladino respectivamente.
En la tercera edición, logró el título de campeón de la Vuelta a Bolivia 2010 por amplio margen además de llevarse la clasificación de la montaña y la clasificación por puntos.
En 2011 el Movistar Team Continental lo contrató en sus filas con miras de la participación de equipo en el UCI America Tour.
El jueves 28 de noviembre de 2017 la UCI dio a conocer su positivo por CERA (EPO de tercera generación) durante la Vuelta a Colombia 2017, en la que finalizó octavo.
Actualmente cumple una sanción de 4 años impuesta por la UCI, la cual vence el 1 de agosto de 2021, por violar la regla antidopaje (ADRV)1.

## Palmarés
2007
- Doble Sucre Potosí GP Cemento Fancesa, más 1 etapa
- Doble Copacabana Grand Prix Fides, más 1 etapa

2008
- Campeonato de Bolivia Contrarreloj

2009
- 1 etapa de la Doble Sucre Potosí GP Cemento Fancesa
- 3 etapas de la Vuelta a Bolivia

2010
- Campeonato de Bolivia Contrarreloj
- Campeonato de Bolivia en Ruta
- Doble Sucre Potosí GP Cemento Fancesa, más 3 etapas
- Vuelta a Bolivia, más 3 etapas

2011
- Campeonato de Bolivia Contrarreloj
- 1 etapa de la Vuelta a Costa Rica

2012
- Campeonato de Bolivia Contrarreloj
- Clásica Internacional de Tulcán, más 1 etapa
- 3 etapas de la Vuelta a Bolivia

2013
- Vuelta al Sur de Bolivia, más 3 etapas
- 2 etapas de la Vuelta a Bolivia

2014
- Campeonato de Bolivia Contrarreloj
- Campeonato de Bolivia en Ruta
- Clásico RCN, más 2 etapas

2015
- Campeonato de Bolivia Contrarreloj